# Giải Văn học Nghệ thuật Quốc gia
Giải thưởng Văn học Nghệ thuật Toàn quốc (tiếng Anh: National Awards for Scholastic Art and Writing) là lễ phát thưởng thường niên do Tổng thống Việt Nam Cộng hòa sáng lập và điều hành các giai đoạn 1957−1963, 1966−1970, 1971−1975.
Mục đích Giải chính là nhằm tuyên dương các nỗ lực chấn hưng văn hóa Việt Nam trong hoàn cảnh thế giới mới có những chuyển biến hết sức phức tạp, cũng là nêu cao chính nghĩa và khát vọng hòa bình, có nhiệm vụ quảng bá đặc sắc truyền thống nước Việt ra bằng hữu khắp năm châu.

## Lịch sử
Giải thưởng Văn học Nghệ thuật Toàn quốc vốn có tiền thân là Giải thưởng Văn chương Toàn quốc, do Văn Hóa Vụ thành lập và tổ chức từ năm 1957, nhưng kết cấu bấy giờ còn rất sơ yếu và chưa bao hàm ý thức chính trị.
Giải bắt đầu được báo giới gọi tắt Giải Văn học Nghệ thuật Tổng thống và được tiến hành lần đầu vào năm 1960, nhưng chỉ được đến năm 1963 phải ngưng vô thời hạn vì đảo chính và tình hình chính trị bất ổn tiếp sau.
Năm 1966, văn phòng Phủ Quốc vụ khanh Đặc trách Văn hóa phát động phong trào chấn hưng văn hóa trên quy mô toàn quốc Việt Nam Cộng hòa trong bối cảnh chiến sự leo thang khốc liệt khiến nguy cơ điêu tàn văn hóa quá rõ. Giải Văn nghệ Toàn quốc được hồi phục với quy mô nhân rộng hơn trước nhiều lần, đồng thời, kể từ năm 1967 do đích thân Tổng thống Chính phủ Quốc gia đứng ra trao thưởng. Phủ Quốc Vụ Khanh có trọng nhiệm phối hợp với Bộ Văn Hóa Giáo Dục và Bộ Thanh Niên Thể Thao để thi hành.
| “                                     | Trách nhiệm vận động và phát triễn nước nhà phải thuộc về toàn dân. Cơ quan văn hóa nhà nước chỉ đảm nhiệm những phần phụ thuộc phạm vi trách nhiệm mình, là tạo hoàn cảnh và điều kiện thuận lợi cho sự tự do sáng tạo và hưởng dụng lợi ích của các giá trị văn hóa. Sức sống phong phú của văn hóa vượt xa khả năng trình bày của các hình thức đúc kết và các phương pháp thống trị. Bởi vậy, những cuộc triễn lãm trình diễn và nghi lể trong Tuần-lể Văn-hóa không thể cống hiến một bảng tổng kết thành tích hay vạch ra toàn đồ dự án tương lai. Tuần-lể Văn-hóa chỉ mong kiểm điễm một vài sắc thái độc đáo của văn hóa nước nhà, để tất cả chúng ta cùng nhau suy nghiệm thông điệp thâm trầm của tiền nhân về văn chương nghệ thuật trước thềm một cuộc vận động phục hưng và phát huy văn hóa dân tộc. | ” |
| — Ông quốc vụ khanh đặc trách văn hóa | |   |

### Hình thức
Ở thời Đệ Nhất Cộng Hòa, giải được chia thành ba hạng mục :
1. Văn học
2. Mĩ thuật
3. Nghệ thuật trình diễn

Sang giai đoạn Đệ Nhị Cộng Hòa, kể từ Nghị Định số 24-QVK/VH/NĐ ban hành ngày 25 tháng 01 năm 1972, kết cấu giải được ấn định gồm 10 bộ môn với tổng 23 thể loại.
| 1. Biên khảo - Biên khảo các vấn đề văn hóa, xã hội, phê bình, lí luận văn học, triết học - Biên khảo Việt sử - Tham luận tư tưởng chánh trị Đông Tây hiện đại 2. Văn - Tiểu thuyết : Tập truyện ngắn hay trung thiên, truyện dài - Hồi kí, tùy bút, phóng sự : Gồm nhiều bài đề tài riêng chung một tập, hay toàn tập chung một đề tài 3. Thơ - Thi tập - Sử thi | 4. Thoại kịch - Kịch phẩm văn xuôi hay văn vần : Kịch dài hay một tập gồm nhiều kịch ngắn 5. Ca kịch - Tuồng hát bội - Tuồng hát chèo - Tuồng cải lương 6. Hội họa 7. Điêu khắc 8. Âm nhạc 9. Nhiếp ảnh 10. Điện ảnh |

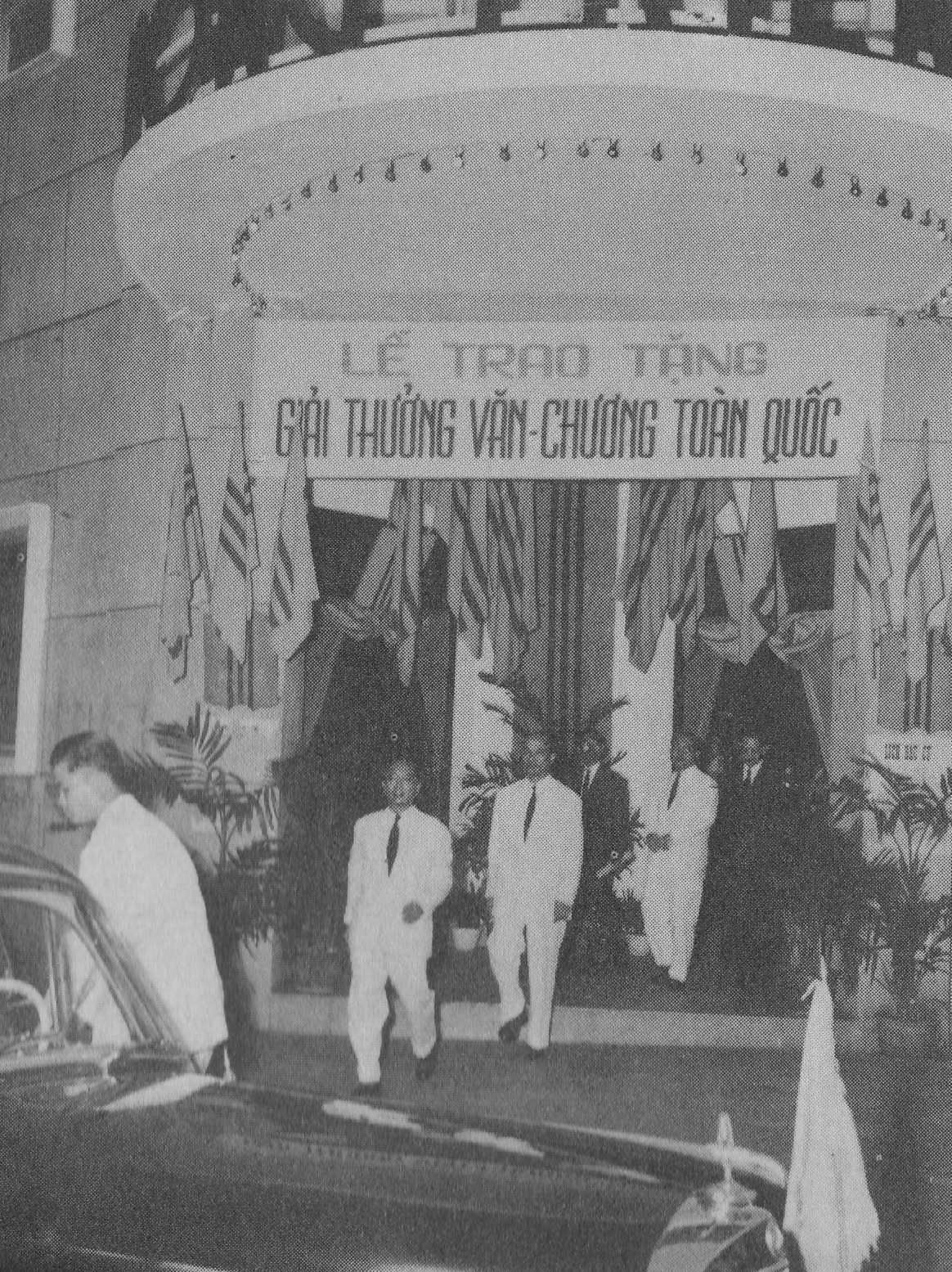
Lễ trao tặng Giải thưởng Văn chương Toàn quốc năm 1961, người ra trước là ông thủ tướng Nguyễn Ngọc Thơ. Theo nhựt báo Thế-giới Tự-do.

Ban đầu chỉ có Giải thưởng Văn chương Toàn quốc tách thành cơ cấu bán độc lập vì có tố chất phức tạp nhất, nhưng về sau có thêm Giải thưởng Điện ảnh Toàn quốc, cả hai đều được phát thưởng cùng ngày. Nguyên ủy vì điện ảnh những năm 1970 đã có sự phát triển rất mãnh liệt, cho nên sẽ tổ chức song hành với sự kiện Ngày Điện Ảnh Việt Nam nhằm khuếch trường nền điện ảnh quốc nội. Cũng khác với Giải Văn Nghệ, Giải Điện Ảnh vẫn thường được báo giới mệnh danh "Oscar Việt Nam" vì có hạng mục phát thưởng cho các nghệ sĩ quốc tế nữa.
Thành phần Ủy ban Tổ chức Giải thưởng Văn học Nghệ thuật Toàn quốc được ấn định như sau : Chủ tịch (quốc vụ khanh đặc trách văn hóa), tổng ủy viên (đổng lý văn phòng Phủ Văn Hóa), phụ tá văn học (giám đốc Nha Văn Hóa), phụ tá nghệ thuật (giám đốc Nha Mỹ Thuật), ủy viên điều hành (công cán ủy viên Phủ Văn Hóa), phụ tá ủy viên điều hành (chánh sự vụ Sở Nghiên Cứu Kế Hoạch Và Pháp Chế), tổng vụ trưởng (chủ sự Nha Văn Hóa).
Hội đồng Chấm Giải có thành phần là nhiều nghệ sĩ đại diện nhiều bộ môn như điêu khắc gia Lê Văn Mậu, nhiếp ảnh gia Phạm Văn Mùi, nhà văn Võ Phiến, nhà văn Nguyễn Thị Vinh, Vũ Khắc Khoan, Mai Thảo, Nguyễn Mạnh Côn, nhà thơ Vũ Hoàng Chương, Hà Thượng Nhân...
Quan khách dự Giải theo thiệp mời danh dự được gởi qua đường bưu điện hỏa tốc từ trước đó vài ngày. Tưởng thưởng viên được nhận gồm : Tượng lưu niệm hoặc huy chương vàng, kèm một bằng tưởng lệ và huy hiệu tổng thống bằng thép đúc mạ vàng, ngân khoản 1 triệu đồng, đồng thời dự tiệc chiêu đãi tại đại sảnh Dinh Độc Lập. Cũng theo quy định của ban tổ chức, việc đi và về của khách mời đều được xe công vụ của Phủ Quốc Vụ Khanh đài thọ. Ngoài ra, ban tổ chức Giải cũng tiến hành chụp ảnh màu kèm quay phim tài liệu toàn thể lễ trao thưởng và chiêu đãi, rồi ra Kỷ-yếu Giải-thưởng-Văn-học Nghệ-thuật Toàn-quốc in mầu trên giấy gouache để loan báo cho công chúng toàn quốc được rõ.
Lễ Phát Giải diễn ra mồng 4 tháng 2 tại dinh Độc Lập. Trước hết ông quốc vụ khanh đọc diễn văn khai mạc, sau đó tổng thống có bài diễn từ để úy lạo anh chị em văn nghệ sĩ và dư luận báo chí.
Ngay sau lễ phát giải là sự kiện triển lãm thường niên tại Thư viện Quốc gia suốt kì nghỉ Tết Nguyên Đán. Tại đây, ông quốc vụ khanh sẽ trình bày kết quả giải thưởng trước sự hiện diện của dư luận và báo giới.

### Tưởng lệ
Danh sách này không đầy đủ, bạn cũng có thể giúp mở rộng danh sách.
| - 1961: 1. Tranh Chân dung của Nghiêu Đề 2. truyện ngắn Mưa đêm cuối năm của Võ Phiến - 1962 1. Truyện Thềm hoang của Nhật Tiến | - 1968 1. nhạc sĩ Lê Văn Khoa 2. Hồi ký Giải khăn sô cho Huế của Nhã Ca - 1969 1. Truyện Má hồng của Đỗ Tiến Đức 2. Truyện Những sợi sắc không của Túy Hồng 3. Truyện Y sĩ tiền tuyến của Trang Châu 4. Truyện Trại đầm đùn của Trần Văn Thái 5. tranh Tản cư của Nguyễn Văn Bảy 6. diễn viên Kiều Chinh - 1970: 1. Tuồng hát bội Trần Bình Trọng tử tiết của Đinh Bằng Phi 2. Nhạc "Ngũ tấu khúc" của nhạc sĩ Văn Giảng 3. Phim Loan mắt nhung của Nguyễn Thụy Long 4. Truyện Hoa trăng của Cao Tiêu 5. Nhạc Vũ Thành, Lê Văn Khoa và Nghiêm Phú Phi | - 1971: 1. Họa sĩ Đỗ Quang Em; 2. Thơ Còn gì cho anh của Hà Huyền Chi 3. Truyện Vòng đai xanh của Ngô Thế Vinh 4. Truyện Khung rêu của Nguyễn Thị Thụy Vũ - 1972: 1. Nhạc nền phim Triệu phú bất đắc dĩ của nhạc sĩ Hoàng Trọng 2. Biên khảo Gia phả khảo luận thực hành của Dã Lan Nguyễn Đức Dụ 3. Truyện Áo mơ phai của Nguyễn Đình Toàn - 1973: 1. Họa sĩ: tác phẩm "Cá Khô" của Tô Minh (Chí Cường) 2. Thơ Thơ Du Tử Lê 1967-1972 của Du Tử Lê 3. Nhiếp ảnh Buổi chợ mai của Nguyễn Bá Mậu - 1974: 1. Truyện Gió thấp của Viên Linh |

## Văn hóa
Trong những năm sau chiến dịch Mậu Thân, nền trị an Việt Nam Cộng hòa thường xuyên phiền nhiễu vì những vụ quăng lựu đạn bất thình lình của các phần tử Việt Cộng, điển hình nhất là vụ nổ phòng trà Tự Do năm 1971 khiến có nhiều nghệ sĩ bị tử thương, cho nên Nha Cảnh Sát Đô Thành luôn phải ở trong tình trạng báo động rất cao để phòng ngừa những trường hợp bất trắc.
Vì lẽ đó, để đảm bảo an toàn cho sinh hoạt văn nghệ toàn quốc, toàn thể lễ phát thưởng Giải thưởng Văn học Nghệ thuật Toàn quốc do Biệt Bộ Tổng Thống Phủ đặc trách và chỉ diễn ra trong khuôn viên dinh Độc Lập mà thôi. Quan khách đến và đi đều có xe mui kín của Tổng Thống Phủ đưa rước tận nơi. Sự kiện được tổ chức từ 16 giờ 30 phút cho đến cận giờ giới nghiêm, tức là 23 giờ 30 phút. Nhờ vậy cho nên trong suốt lịch sử các kì Giải Thưởng, giới kí giả chưa ghi nhận được có bất kì biến sự nào.
Tuy vậy, Giải cũng gây tranh luận trong báo giới và văn nghệ sĩ. Vì trước thời điểm 1967, Giải nầy không nằm trong hệ thống chính trị, vì vậy việc tổng thống Nguyễn Văn Thiệu đứng ra phát động và trao thưởng bị coi là vi phạm nguyên tắc tự do văn nghệ trong hiến pháp. Thậm chí là chủ đề nóng trong các đàm thoại văn nghệ về sự ưu ái quá mức đối với nghệ sĩ không trực tiếp cầm súng mà chỉ lo sáng tác ở hậu phương.
| “                                                  | Cũng như về giải thưởng về thơ có sự hiểu lầm giữa nhà thơ Hoàng Trúc Ly và Du Tử Lê. Không hề có sự kiện nhà thơ Hoàng Trúc Ly được tuyển chọn từ vòng đầu đến vòng cuối và giờ chót thì có sự thay đổi bằng Du Tử Lê. Một thành viên trong Hội đồng Chấm giải đã khẳng định như vậy. Cũng như những giải thưởng Văn học khác, dĩ nhiên có sự bẽ bàng giữa người được giải và người không được giải. Những giải văn chương lớn trên thế giới cũng có những chuyện tương tự như thế | ” |
| — Nguyễn Mạnh Trinh, Hai mươi năm Văn Học Miền Nam | |   |

| “                 | Lần cuối cùng, tôi gặp Phan Nhật Nam, vào một sáng Chủ Nhật, đâu khoảng hơn tháng trước ngày miền Nam rơi vào tay cộng sản. Nam đang đứng nói chuyện với nhà văn Vũ Bằng và nhà văn Mặc Thu trên lề đường trước nhà ông Chu Tử và vợ chồng Đằng Giao, 104 đường Công Lý. Thấy Nam trẻ trung tươi sáng trong bộ quân phục Nhảy Dù vải kaki vàng thẳng cứng nếp hồ với đầy đủ lon lá, huy chương và sợi giây Bảo Quốc rực rỡ, tôi thoáng ngạc nhiên vì lần gặp gỡ trước Nam đã nói với tôi rằng vừa giải ngũ. Tôi hỏi đùa : "Bạn tôi quân cách rềnh ràng đi lãnh thưởng ?". Tôi có ý trêu Nam về số tiền một triệu ông Chu Tử đề nghị báo Sóng Thần tặng Nam về tác phẩm Tù Binh Và Hòa Bình để bỉ thử giải Văn học Nghệ thuật bần tiện của [Nguyễn Văn] Thiệu. Nam cười lớn : "Cái giải thưởng của bố già cậu sài mẹ nó hết rồi, có cụ Vũ Bằng biết đấy". Rồi Nam tự giải thích khi thấy tôi hóm hỉnh nhìn Nam với bộ quân phục : "Cậu Nam giải ngũ nhưng cậu Nam vẫn là lính Nhảy Dù hợp lệ. Nhưng mà giải ngũ rồi chán quá mi ơi, buồn cóc biết làm gì và thèm mặc lại quân phục". Xong Nam dịu giọng nói như than thở : "Có lẽ tao lại phải làm đơn xin tái ngũ, giải ngũ mà tao có cảm tưởng xấu hổ như một thằng đào ngũ". Tôi có chuyện cần, vội gặp ông Chu Tử nên không nán lại góp chuyện với ba người và tìm hiểu chuyện Nam giải ngũ là đùa hay thật. Tôi chào và leo lên gác. Lúc trở xuống thì Nam đã không còn đấy nữa, và đó là lần cuối cùng tôi gặp Phan Nhật Nam, cho đến ngày di tản và cho đến bây giờ là sáu năm chia biệt. | ” |
| — Đào Vũ Anh Hùng | |   |

Ngày sau Sự kiện 30 tháng Tư, ở thời kì xảy ra "chiến dịch bài trừ văn hóa phẩm đồi trụy" dưới chế độ mới, nhiều văn nghệ sĩ phải giấu rất kĩ những kỉ vật Giải thưởng Văn học Nghệ thuật Toàn quốc để tránh bị công an xách nhiễu. Theo lời ca sĩ Thanh Mai, vì bấy giờ bà đã định cư ở Paris nên mẹ và em gái kẹt lại ở Sài Gòn phải chôn bức tượng vàng và những giấy phát thưởng dưới nền nhà. Sau này đào lên chỉ còn tượng, trong khi giấy bị "đất chùi đi hết". Cô em phải cắt tượng thành nhiều mảnh rồi nhét trong hành lí đem sang Pháp trao lại cho bà làm kỉ niệm một thời hoa lệ.
Cũng theo danh ca Hùng Cường, đương thời Chân trời tím là xuất phẩm điện ảnh ẵm nhiều vinh dự Giải thưởng Văn học Nghệ thuật Toàn quốc nhất, cho nên Sở Văn Hóa Ủy ban nhân dân Thành phố Hồ Chí Minh mới cứ theo những tư liệu còn lại của Giải nầy để thống kê và đưa ra những biện pháp thanh trừng. Cụ thể, bức ảnh trên báo ghi lại cảnh ông và bạn diễn Kim Vui nằm hôn nhau ngoài bãi biển Vũng Tàu trong phim bị chính quyền mới phóng to và trưng bày ở cửa vào khu triển lãm "tội ác Mĩ-ngụy" để đấu tố suốt một tuần lễ. Về sau, khoảng năm 2004 và 2005, cuốn băng sao trắng đen của bộ phim này lại được đem chiếu cho du khách tại Hội trường Thống Nhất, tuy nhiên vì chất lượng băng đã quá nhiễu nên phải cất đi sau một thời gian.

### Tư liệu
- Những mỹ nhân tuyệt sắc của làng nghệ thuật Sài Gòn trên hình bìa tạp chí Kịch Ảnh năm 1957
- Cần khôi phục những di sản điện ảnh quý giá của miền Nam trước 1975 Lưu trữ ngày 1 tháng 9 năm 2022 tại Wayback Machine